# Parafia Wniebowzięcia Najświętszej Maryi Panny w Grodzisku
Parafia pw. Wniebowzięcia Najświętszej Maryi Panny w Grodzisku – rzymskokatolicka parafia należąca do dekanatu Brańsk, diecezji drohiczyńskiej, metropolii białostockiej.

## Historia
Parafia powstała 17 marca 1923 roku. 4 listopada 1990 roku biskup Władysław Jędruszuk konsekrował obecny murowany kościół.

## Obszar parafii

### Miejscowości i ulice
W granicach parafii znajdują się miejscowości:

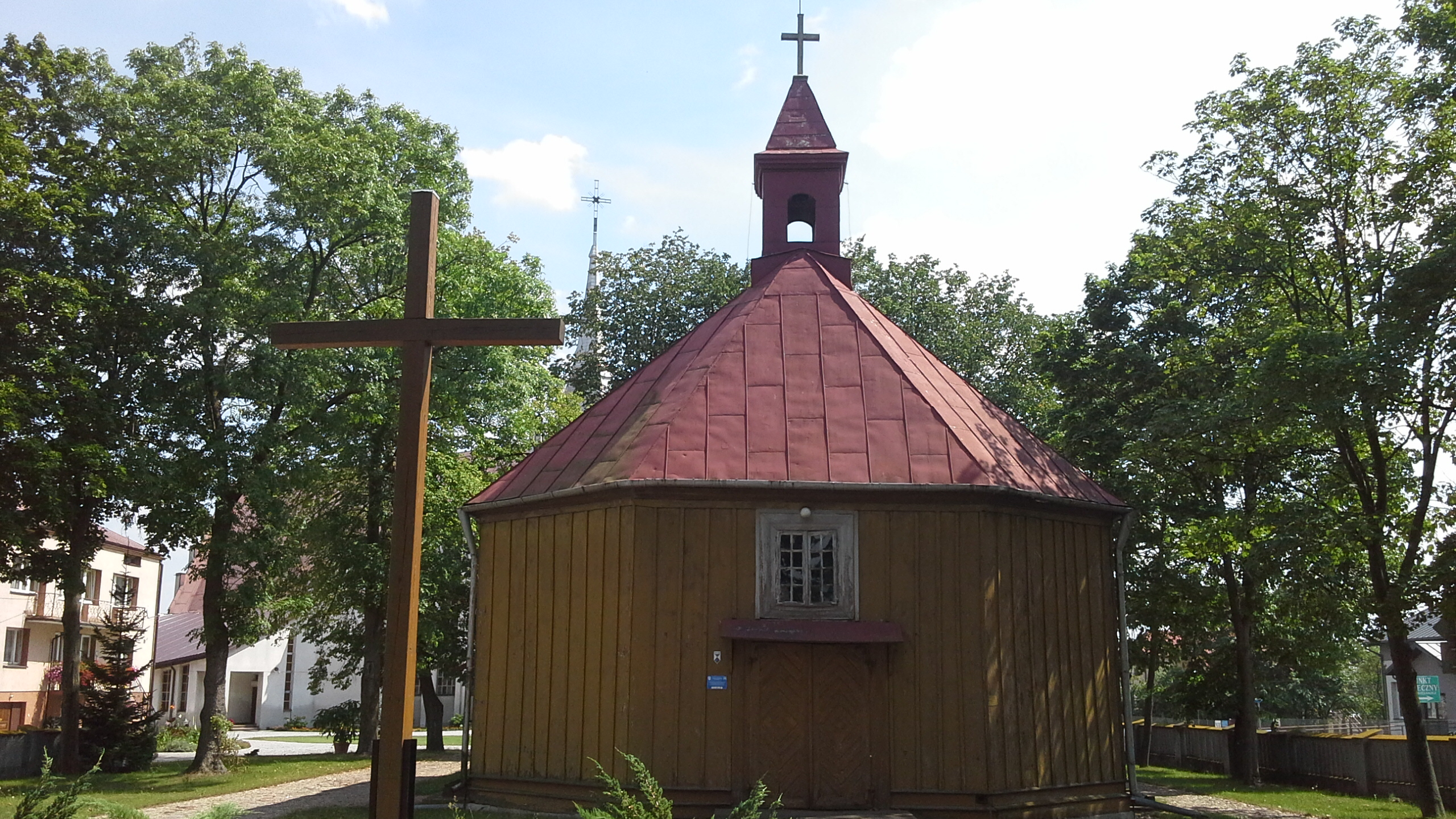
Dawny kościół parafialny – dawna cerkiew z XVIII w.

- Aleksandrowo,
- Bogusze-Litewka,
- Drochlin,
- Grodzisk,
- Kosianka-Boruty,
- Kosianka Leśna,
- Kosianka Stara,
- Kosianka-Trojanówka,
- Kozłowo,
- Makarki,
- Mierzynówka,
- Porzeziny-Giętki,
- Porzeziny-Mendle
- Siemiony

## Proboszczowie
- ks. Józef Gauda
- ks. Władysław Siekierko
- ks. Stanisław Trochimiak
- ks. Henryk Nowak
  - ks. Ryszard Sterczewski (zastępca proboszcza)
- ks. Henryk Filipowicz
- ks. Henryk Kosz
- ks. Mariusz Rosłon (od 2024)[2]